# حمض الرتينويك
حمض الريتينويك هو الصيغة المؤكسَدة من فيتامين (أ) التي تتوسط وظائف فيتامين A 1 المطلوبة للنمو والتنمية . ويلعب دوراً في تحديد الموقع على طول المحور الأمامي/الخلفي الجنيني في الحبليات.
حمض ريتينوئيك هو الشكل الحمضي للريتينول, و أيضا يوجد بشكل مفروق all trans ، يوجد له مشتق ايزوتريتينوين (حمض ريتينوئيك 13-المقرون)

## الصفات
مسحوق متبلور أصفر إلى برتقالي فاتح عديم الانحلال بالماء و منحل قليلا بالكحول.

## التأثير و الاستخدام
يستخدم خارجيا فقط لعلاج العد, و لم يعد يستخدم داخليا لأنه يسبب أعراض فرط فيتامين أ.
يستخدم عادة بتراكيز 0.05% مع البولي ايتلين غليكول أو ايثانول أو بشكل مرهم تركيزه 0.05%.
يؤدي الاستخدام اليومي إلى التهاب في الجلد و من ثم تقشير للجلد غير مستحب التهابي في المنطقة التي يطبق عليها الدواء, ولأن الطبقة القرنية للجلد قد رقت فإن الجلد سيصبح حساسا للتخريش و للعديد من المواد الكيميائية الحالة للتقرنات مثل حمض الصفصاف أو لأشعة الشمس.
واستخدم أيضا في علاج بعض أنواع سرطان الجلد أو داء راير أو للتخلص من شيخوخة الجلد.

## الأدوية ذات الصلة
- حمض التريتينوين / كل حمض الريتينويك (الاسم التجاري: ريتين- أ)
- حمض الإيزوتريتينوين / 13-cis-retinoic (الاسم التجاري: Accutane (الولايات المتحدة)، Roaccutane)

## الهامش
1. 1 2  Vitinoin (بالإنجليزية), QID:Q278487
2. ↑  ChEBI release 2020-09-01، 1 سبتمبر 2020، QID:Q98915402
3. 1 2  Merck Index, 13th Edition, 8251.